# 山口中村学園高等学校
山口中村学園高等学校（やまぐちなかむらがくえんこうとうがっこう）は、山口県山口市にある私立高等学校。

## 概要
学校法人山口中村学園が運営している。2025年3月まで山口県内で唯一の女子校であったが、同年4月から看護科・調理科・福祉科について男女共学となった。

## 沿革
- 1867年（慶応3年） - 教育家の中村ユスが毛利公邸内において裁縫の教授を開始。
- 1881年 - 校舎を新築し中村裁縫伝習所として設立。
- 1900年 - 校舎を現在の場所に移転。私立中村裁縫女学校と改称。
- 1913年 - 私立中村実科女学校と改称。
- 1920年 - 中村高等女学校と改称。
- 1947年 - 財団法人中村高等女学校と改称。
- 1948年 - 学制改革により中村女子高等学校同併設中学校と改称。高等学校に普通科、被服科を設置
- 1951年3月 - 学校法人中村女子高等学校認可
- 1959年4月 - 商業科設置
- 1972年4月 - 衛生看護科設置
- 1986年4月 - 衛生看護専攻科設置
- 1994年6月 - 学校法人山口中村学園と名称を変更
- 1996年4月 - 介護福祉科設置
- 1997年4月 - 介護福祉専攻科設置
- 2000年4月 - 調理科設置
- 2002年4月 - 看護師養成5年一貫教育開始。看護科、高等看護専攻科と改称
- 2003年4月 - 情報ビジネス科設置
- 2005年3月 - 商業科廃止
- 2006年4月 - 普通科において、2年次からの選択コース（進学コース、ライフデザインコース）を設置
- 2009年4月 - 福祉科設置。2年次からの選択コース（福祉コース、保育コース）を設置
- 2011年3月 - 介護福祉科廃止
- 2019年4月 - ファッションデザインコース設置
- 2020年4月 - 商業科設置
- 2021年3月 - ライフデザインコース廃止
- 2022年3月 - 情報ビジネス科廃止
- 2025年4月 - 普通科を学際コース・ファッションコース・美容コースに再編。看護科・調理科・福祉科において男女共学化。山口中村学園高等学校に改称[1]。

## 設置学科
本科
- 普通科
  - 学際コース
  - ファッションコース
  - 美容コース
- 看護科（看護に関する学科）
- 調理科（家庭に関する学科）
- 商業科（商業に関する学科）
- 福祉科（2年次に福祉コース・保育コースを選択）

専攻科
- 高等看護専攻科

## 著名な出身者
- いかちゃん（お笑い芸人）
- 中村かおり（元バレーボール選手）